# Obereopsis subholoflava
Obereopsis subholoflava är en skalbaggsart som beskrevs av Stefan von Breuning 1966. Obereopsis subholoflava ingår i släktet Obereopsis och familjen långhorningar. Inga underarter finns listade i Catalogue of Life.